# Museo Estatal de Historia (Moscú)

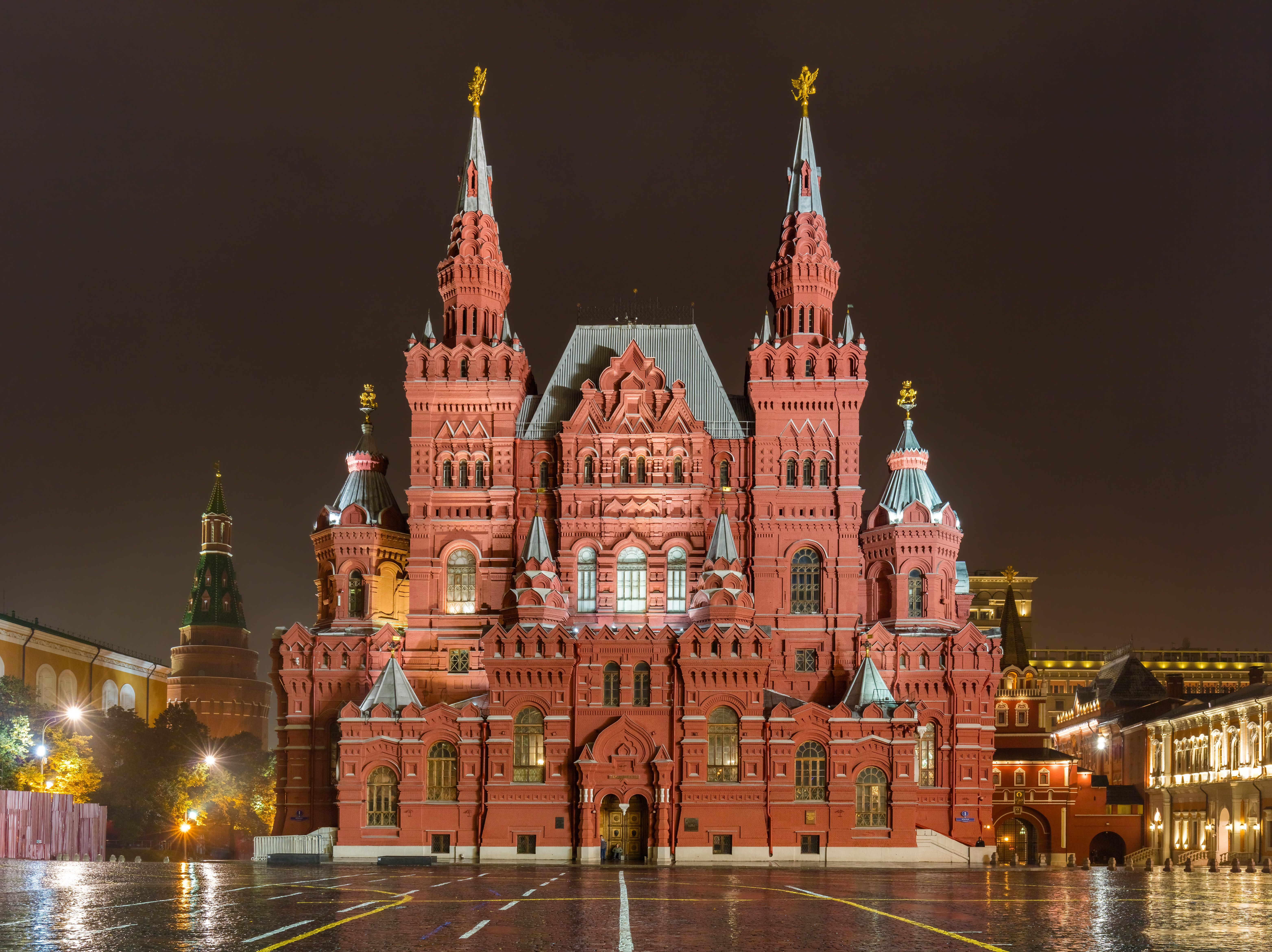
Fachada delantera del edificio, en la Plaza Roja

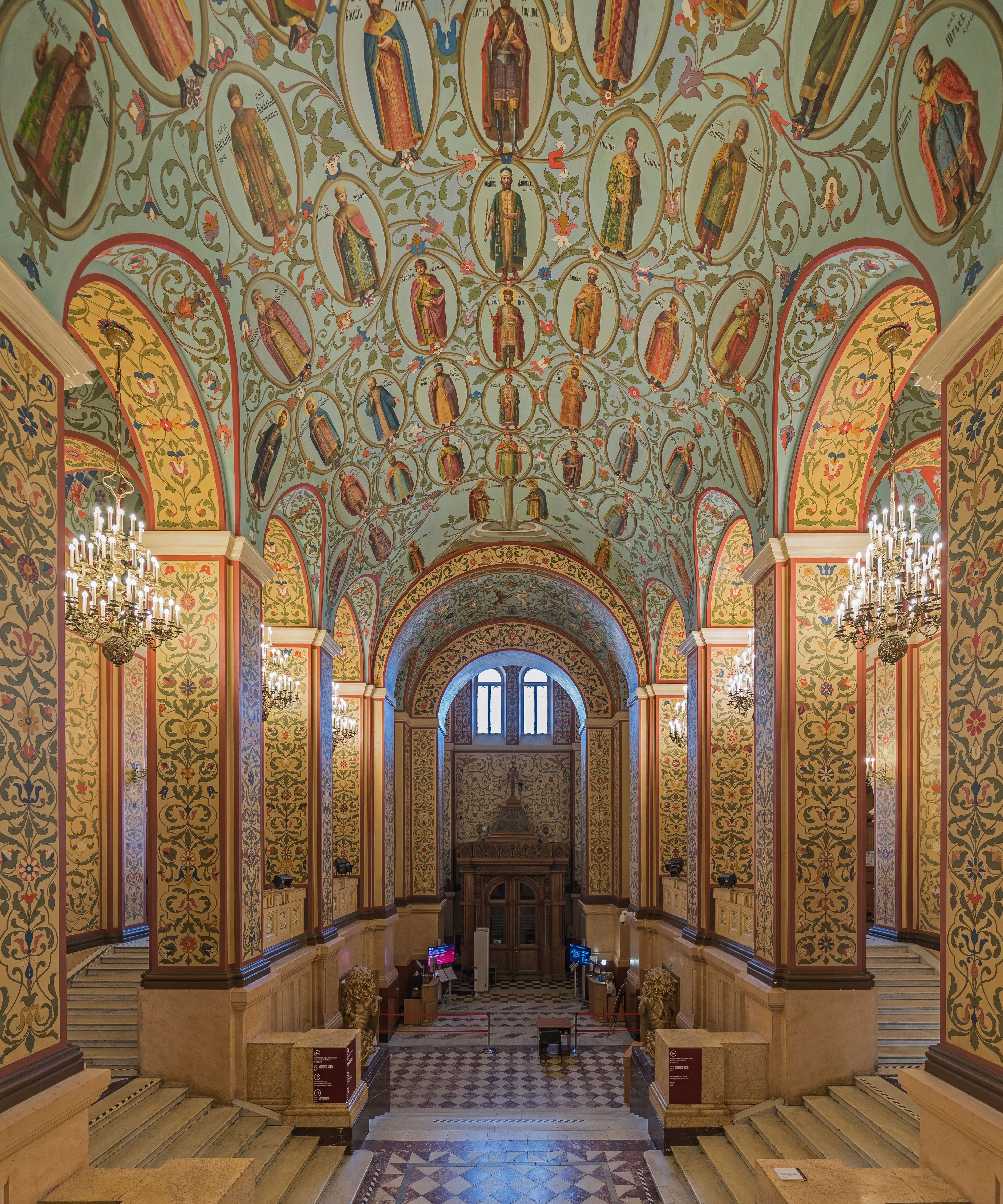
Interior del edificio principal del Museo Estatal de Historia de Moscú

El Museo Estatal de Historia de Rusia (del ruso: Государственный Исторический музей) está localizado entre la Plaza Roja y la Plaza del Manège en Moscú. Su catálogo recoge desde reliquias de tribus prehistóricas que ocupaban el territorio de la actual Rusia, hasta obras de arte de valor incalculable adquiridas por miembros de la dinastía Románov. El número total de objetos en la colección del museo es del orden de millones.

## Descripción
El lugar donde actualmente se yergue el museo fue anteriormente ocupado por la Principal Tienda de Medicina, construida según órdenes de Pedro el Grande en estilo barroco moscovita. Muchas de sus salas albergaron colecciones reales de antigüedades, otras fueron ocupadas por la Universidad Estatal de Moscú fundada por Mijaíl Lomonósov en 1755.
El museo fue fundado en 1872 por Iván Zabelin, Alekséi Uvárov y muchos otros eslavófilos interesados en la promoción de la historia rusa y de la conciencia nacionalista. El consejo del museo formado por Serguéi Soloviov, Vasili Kliuchevski, Uvárov y otras destacados historiadores presidió la construcción del inmueble. Después de una prolongada competición el proyecto ganador fue el de Vladímir Ósipovich Shervud (o Sherwood, 1833-1897).
El edificio fue construido según los cánones del estilo neo-ruso entre 1875 y 1881 e inaugurado oficialmente por el Zar Alejandro III. El interior estaba intrincadamente decorado según el nuevo romanticismo ruso por artistas tales como Víktor Vasnetsov, Henrik Semiradski, e Iván Aivazovski.
Entre las piezas destacadas se puede encontrar una barcaza traída de los bancos del río Volga, artefactos de oro de los escitas, rollos de corteza de abedul grabados en antiguo dialecto de Nóvgorod, manuscritos del siglo VI, cerámicas populares rusas y objetos en madera. La biblioteca cuenta con manuscritos como el Salterio Chludov (Хлудовская псалтырь o Jlúdovskaya Psaltyr, es decir, el Libro de los Salmos de Jlúdov, de la década de 860s), Misceláneas de Svyatoslav (1073), el Evangelio de Mstislav (1117), el Evangelio de Yúriev (1119), y el Evangelio de Hálych (1144). La colección de monedas del museo por sí sola incluye 1,7 millones de piezas, la mayor de Rusia.
Una parte del museo está alojada en el edificio adyacente de la antigua alcaldía de Moscú, dos más están situadas en el Convento de Novodévichi y en la Catedral de San Basilio.
La Puerta de la Resurrección entre el museo y el antiguo ayuntamiento enmarca la entrada a la Plaza Roja. Fue destruida bajo el régimen de Stalin, para que pudieran organizarse desfiles militares o los de la Victoria, entre otros, y reconstruida en los años 1990, cuando la nueva Rusia bajo el régimen neoliberal renunció totalmente a su periodo heroico soviético. Frente a la fachada posterior del museo, en la plaza del Manège, se encuentra el monumento al mariscal Zhúkov.